# سوزان وارد
 سوزان وارد (انگلیسی: Susan Ward؛ زادهٔ ۱۵ آوریل ۱۹۷۶) بازیگر، و مدل اهل ایالات متحده آمریکا است. وی از سال ۱۹۹۲ میلادی تاکنون مشغول فعالیت بوده‌است.
از فیلم‌ها یا برنامه‌های تلویزیونی که وی در آن نقش داشته است، می‌توان به تابستان کاستاریکایی، سانست بیچ، سمی و هال ظاهربین اشاره کرد.